# Lliga espanyola d'hoquei sobre patins masculina 1999-2000
La trenta edició de la Lliga espanyola d'hoquei patins masculina, denominada en el seu moment Divisió d'honor, s'inicia l'19 d'setembre de 1999 i finalitza l'16 d'abril de 2000. El FC Barcelona fou campió per la trezena vegada.

## Participants
| - Reale Alcobendas - FC Barcelona - Viva Habitat Blanes - Flix Ascó - Caprabo Igualada - Liceo Airtel - SHUM Maçanet - Chasis Mataró | - Noia Freixenet - Miquel Salaet Piera - Conformobel Reus - Cepsa Tenerife - Tordera Copersa - Vic - Caixa Penedés Vilafranca - Motul Voltregà |

## Llegenda
| Pts = Punts totals PJ = Partits jugats PG = Partits guanyats PE = Partits empatats PP = Partits perduts GF = Gols a favor |  | GC = Gols en contra DG = Diferència de gols (GF-GC) Ressaltat en verd = Equip guanyador de la lliga. Ressaltat en vermell = Equip descendent de categoria. (p) = Gol de penalti (pro.) = Gol en pròrroga |  |  |

## Classificació
| Pos | Equip                    | Pts | PJ | PG | PE | PP | GF  | GC  | DG   |
| --- | ------------------------ | --- | -- | -- | -- | -- | --- | --- | ---- |
| 1   | FC Barcelona             | 52  | 30 | 25 | 2  | 3  | 162 | 42  | +120 |
| 2   | Liceo Airtel             | 47  | 30 | 22 | 3  | 5  | 154 | 76  | +78  |
| 3   | Proinosa Igualada        | 44  | 30 | 18 | 8  | 4  | 123 | 76  | +47  |
| 4   | Alnimar Reus Deportiu    | 39  | 30 | 16 | 7  | 7  | 112 | 101 | +11  |
| 5   | Noia Freixenet           | 37  | 30 | 16 | 5  | 9  | 110 | 95  | +15  |
| 6   | Motul Voltregà           | 36  | 30 | 14 | 4  | 10 | 101 | 89  | +12  |
| 7   | Vic                      | 34  | 30 | 14 | 6  | 10 | 89  | 76  | +13  |
| 8   | Flix Ascó                | 32  | 30 | 14 | 4  | 12 | 119 | 124 | -5   |
| 9   | Caixa Penedés Vilafranca | 27  | 30 | 11 | 5  | 14 | 87  | 91  | -5   |
| 10  | Reale Alcobendas         | 26  | 30 | 11 | 4  | 15 | 87  | 101 | -14  |
| 11  | Tordera Copersa          | 24  | 30 | 10 | 4  | 16 | 81  | 97  | -16  |
| 12  | Viva Habitat Blanes      | 24  | 30 | 9  | 6  | 15 | 89  | 114 | -25  |
| 13  | SHUM Maçanet             | 22  | 30 | 8  | 6  | 16 | 68  | 102 | -34  |
| 14  | Chasis Mataró            | 18  | 30 | 6  | 6  | 18 | 82  | 135 | -53  |
| 15  | Cepsa Tenerife           | 15  | 30 | 4  | 7  | 19 | 73  | 111 | -38  |
| 16  | Miquel Salaet Piera      | 3   | 30 | 0  | 3  | 27 | 63  | 166 | -103 |